# 鳥罠のある冬景色
『鳥罠のある冬景色』（とりわなのあるふゆげしき、蘭: Winterlandschap met schaatsers en vogelknip、英: Winter Landscape with Ice skaters and Bird trap）は、初期フランドル派の巨匠ピーテル・ブリューゲルに帰属される1565年の作品で、オーク板上に油彩で制作されている。作品はブリュッセルのベルギー王立美術館に所蔵されている。村の情景が描かれており、凍った川で人々がスケートをしている一方、右側の木々の中では鳥が罠の周囲に集まっている。本作はオリジナル作品として、ブリューゲル画家一族の最も成功した最古の作例として知られている。

## 作品
この作品が描かれた1565年頃、ブリューゲルは『ベツレヘムの人口調査』 (ベルギー王立美術館) 、『幼児虐殺』 (英国ロイヤル・コレクション)、『雪中の東方三博士の礼拝』 (オスカー・ラインハルト・コレクション、ヴィンタートゥール) などブラバントの農村を舞台とした一連の冬景色を描いている。1564年12月にはブラバントに大寒波が到来し、10週間も地面が凍結したという厳冬であった。凍りついたスヘルデ川を市民たちが徒歩または馬で渡り、氷上には飲食物を売るテントが張られるほどであったという。
本作は絵画史上初めて、冬の凍てつく厳しさと、子供たちのアイススケートやアイスホッケーという遊びの楽し気な雰囲気を組み合わせた雄大な冬景色である。当時の人々の目には、この冬景色は極めて近代的で、新鮮な絵画に思えたに違いない。そのためか、画家の長男であるピーテル・ブリューゲル (子) の工房で多数の複製が制作された。
ブリューゲルのスケート滑りの主題は1558年の年記が残る素描と、それに続く版画に見られる。この版画は17世紀に「人間の命の不確かさ」という題名と、危ういスケート滑りにこの世を生きるさまをなぞらえたオランダ語の韻文とともに再版された。このことからもわかるように、本作は単なる冬景色というわけではない。前景右端の鳥罠、そして前景左側にある水汲み用の穴は、アイススケートの危険、すなわち思わぬ人生の落とし穴を警告しているのである。仕掛けられた鳥罠は「罠に落ちる」という成句を想起させ、本作は騙されやすい人間への警鐘となっている。

## 複製
美術史家のクラウス・エルツ (Klaus Ertz) は、ピーテル・ブリューゲル (子) に関する、2000年刊行の包括的な著作で、 127点の本作の複製を記している。2000年に記述された127点の複製のうち、エルツは、45点をピーテル・ブリューゲル (子) の手になるものとし、51点は疑わしいものとし、31点は子の手になるものではないが注目すべきであるとした。これらすべての複製は17世紀に制作されたものである。
2000年以降、これらの複製に関する議論は止むことなく続いている。本作はおそらく、ピーテル・ブリューゲルの次男、ヤン・ブリューゲル (父)  がより早い時期に制作した、失われたオリジナル作品 (『雪中の狩人』 <美術史美術館> と同系統の作品) からモティーフを借用したものである。知られているそれぞれの本作の複製は、微妙な細部を強調しているようである。そうした細部とは、カーリングのゲーム、鳥罠の配置、氷上の穴、あるいは様々な道徳的、宗教的主題に関するものである。たとえば、エルツにより記述されている2点の複製は、エジプトへの逃避途上の休息を描いている。モティーフの相違と複製におけるそれらの人気のため、多くの推測が生み出され、同時代の版画との比較がなされ、1つの絵画ジャンルとしての後世の冬景色の人気にもつながった。その人気により、ヘンドリック・アーフェルカンプは、冬景色の絵画を描くことを生業としたのであった。

## ギャラリー

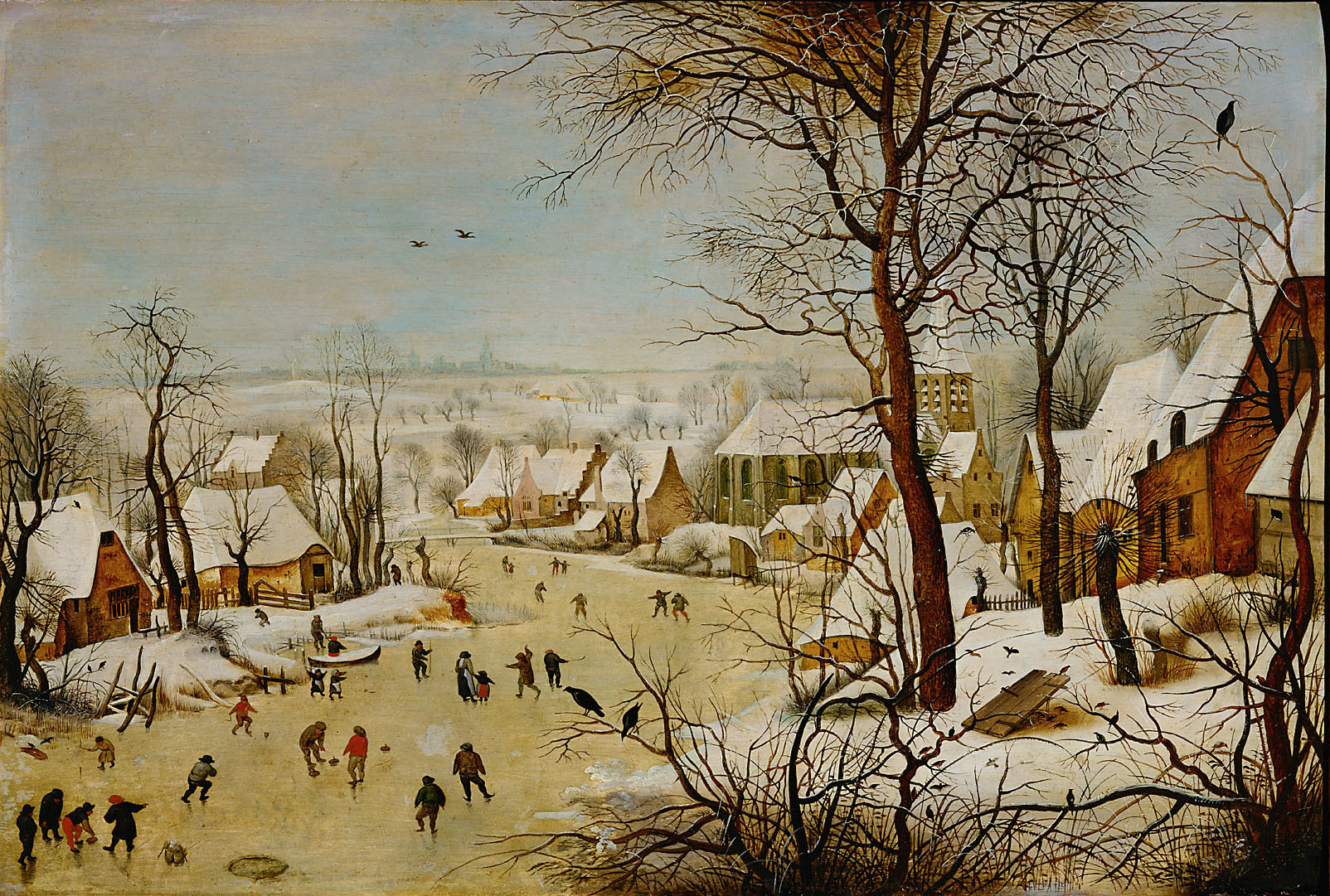
レオポルト・ヴィルヘルム大公が所有していた美術史美術館の所蔵する複製。
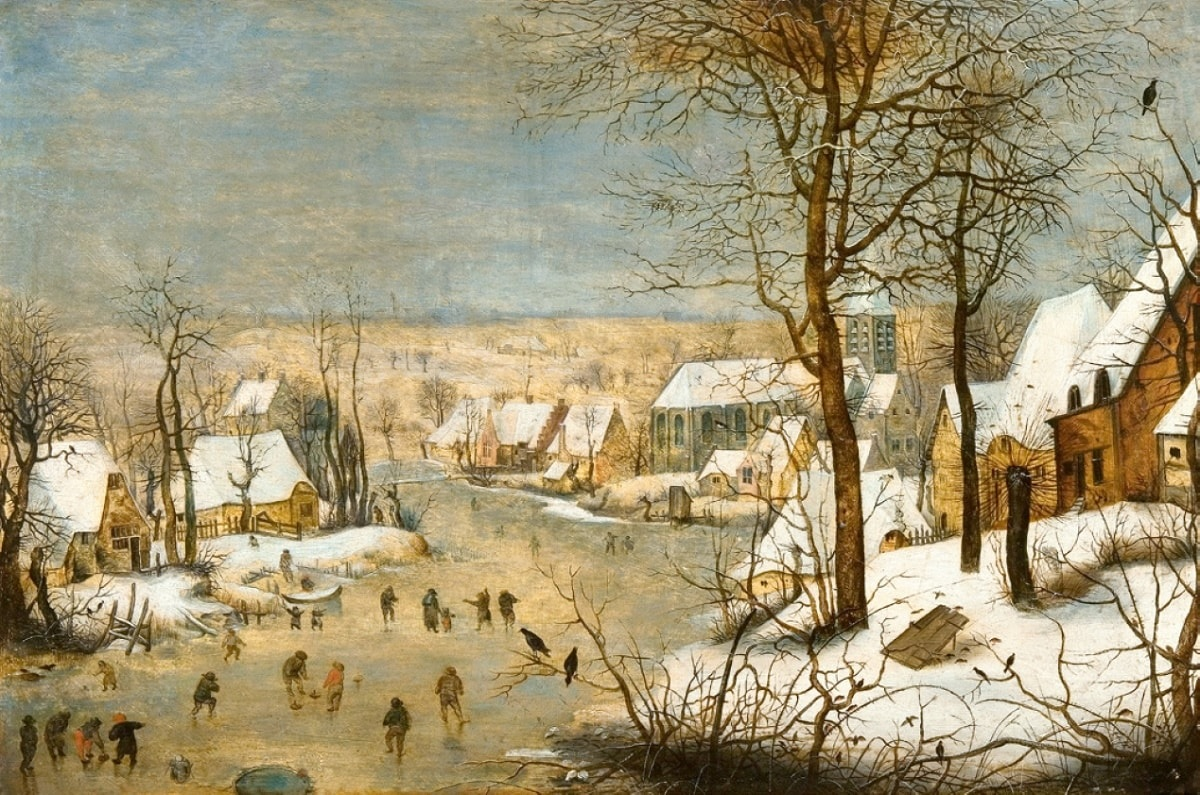
ブロツワフ国立美術館の所蔵する複製。
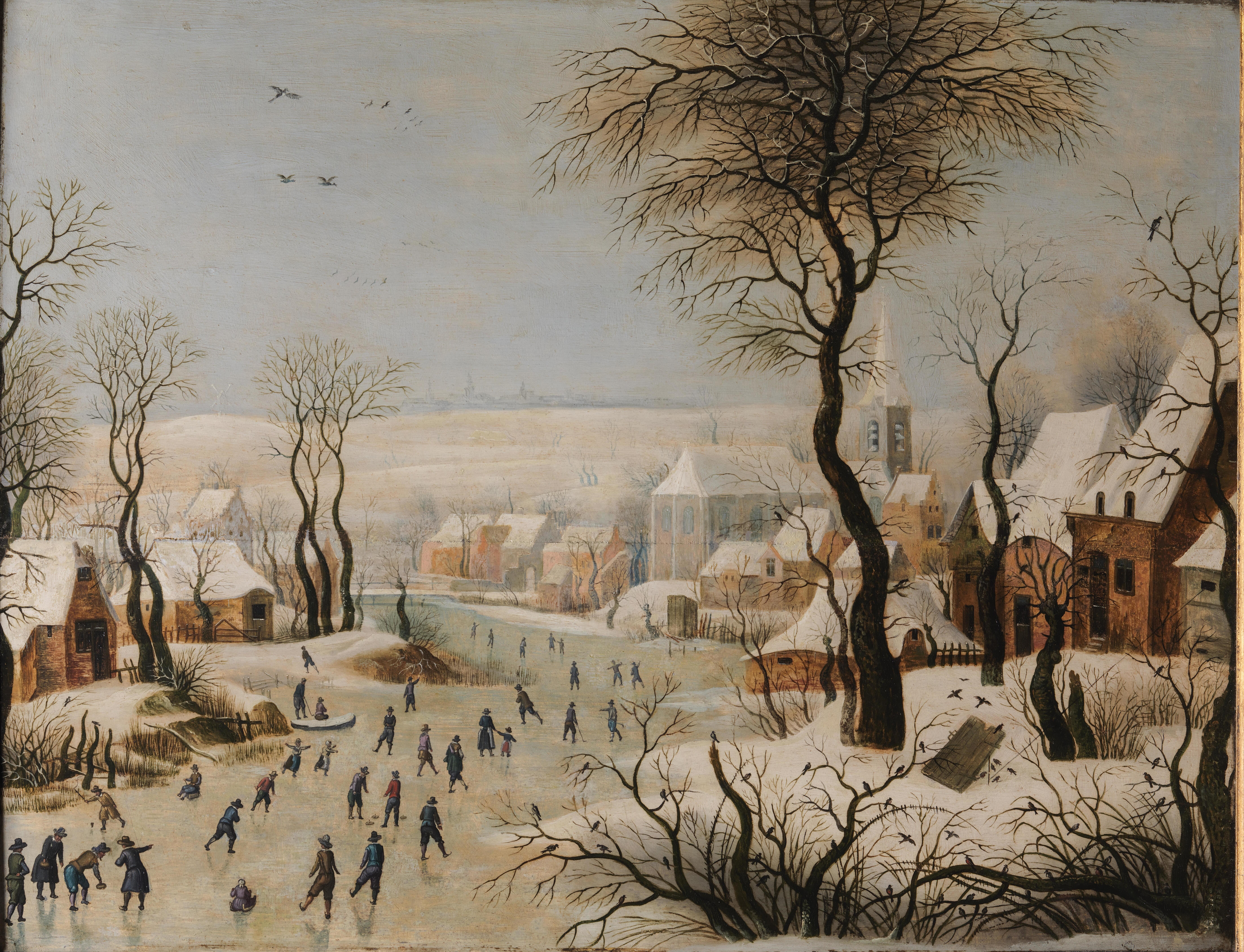
クリスチャン9世 (デンマーク王) が所有していた複製。1618-1620年の間、 ローゼンボー城を飾っていた。
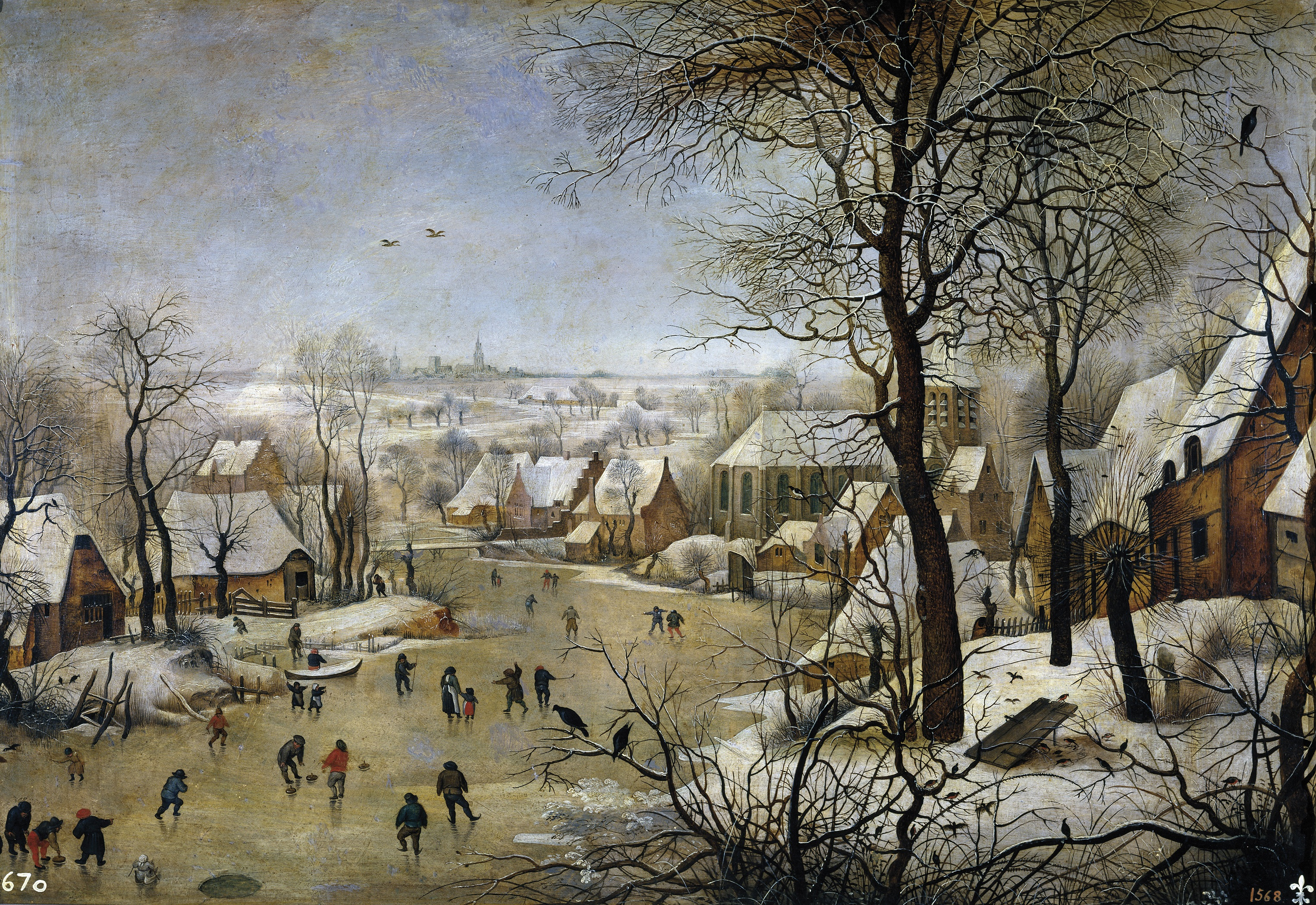
エリザベッタ・ファルネーゼが所有していたプラド美術館の所蔵する複製。
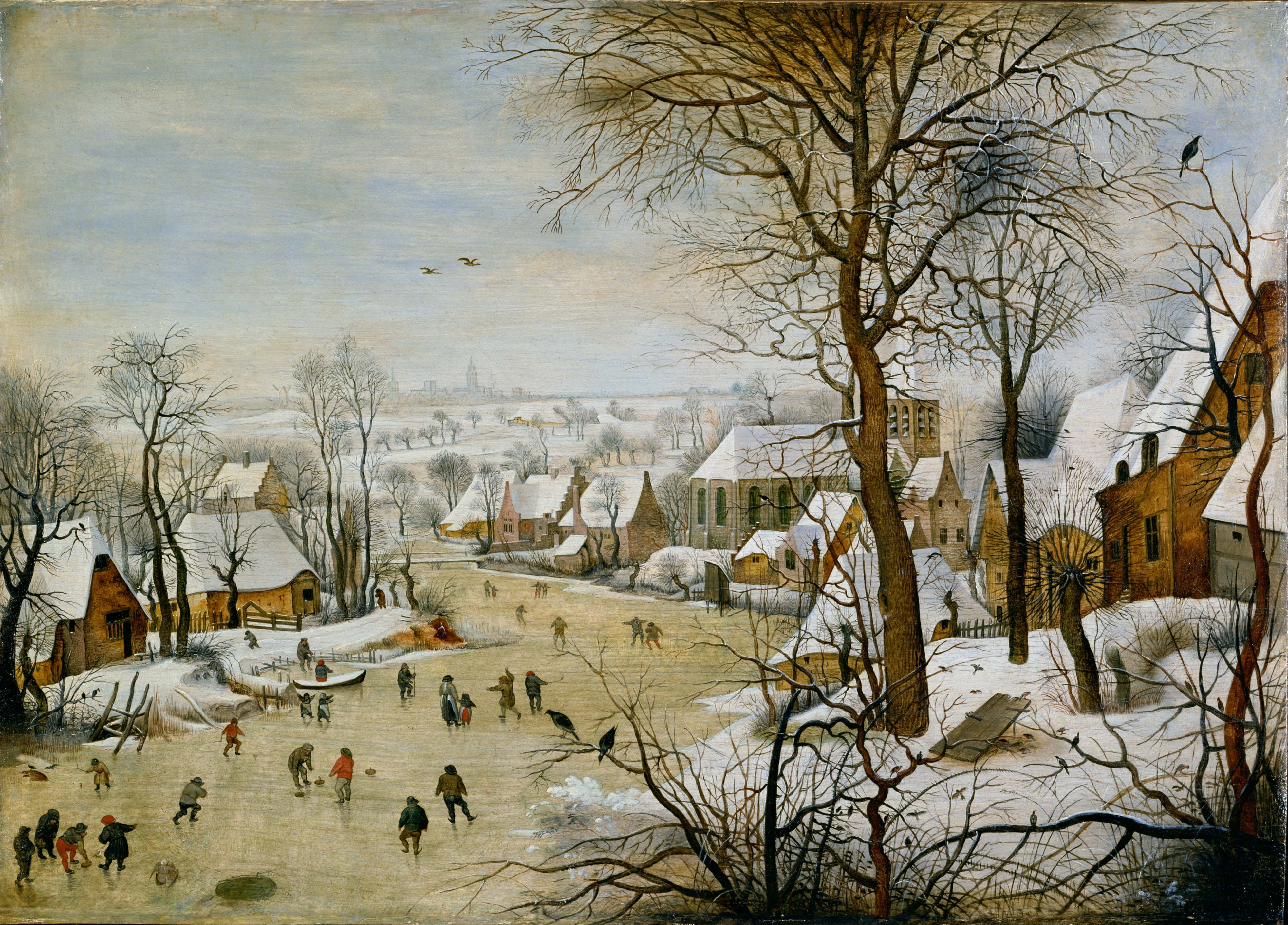
国立西洋美術館の所蔵する複製。
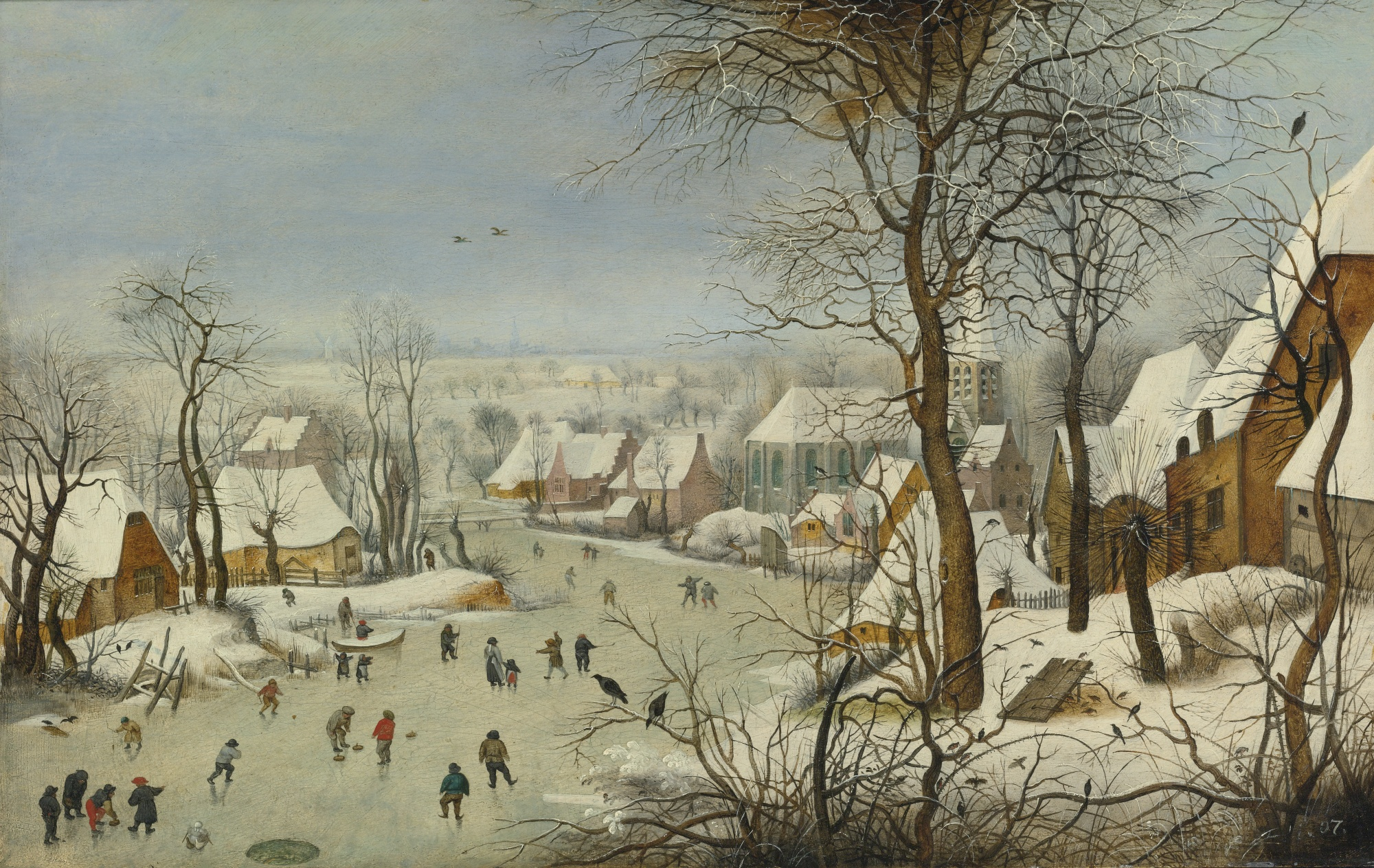
2014年1月、ニューヨークのサザビーズで230万ドルで売却された複製。
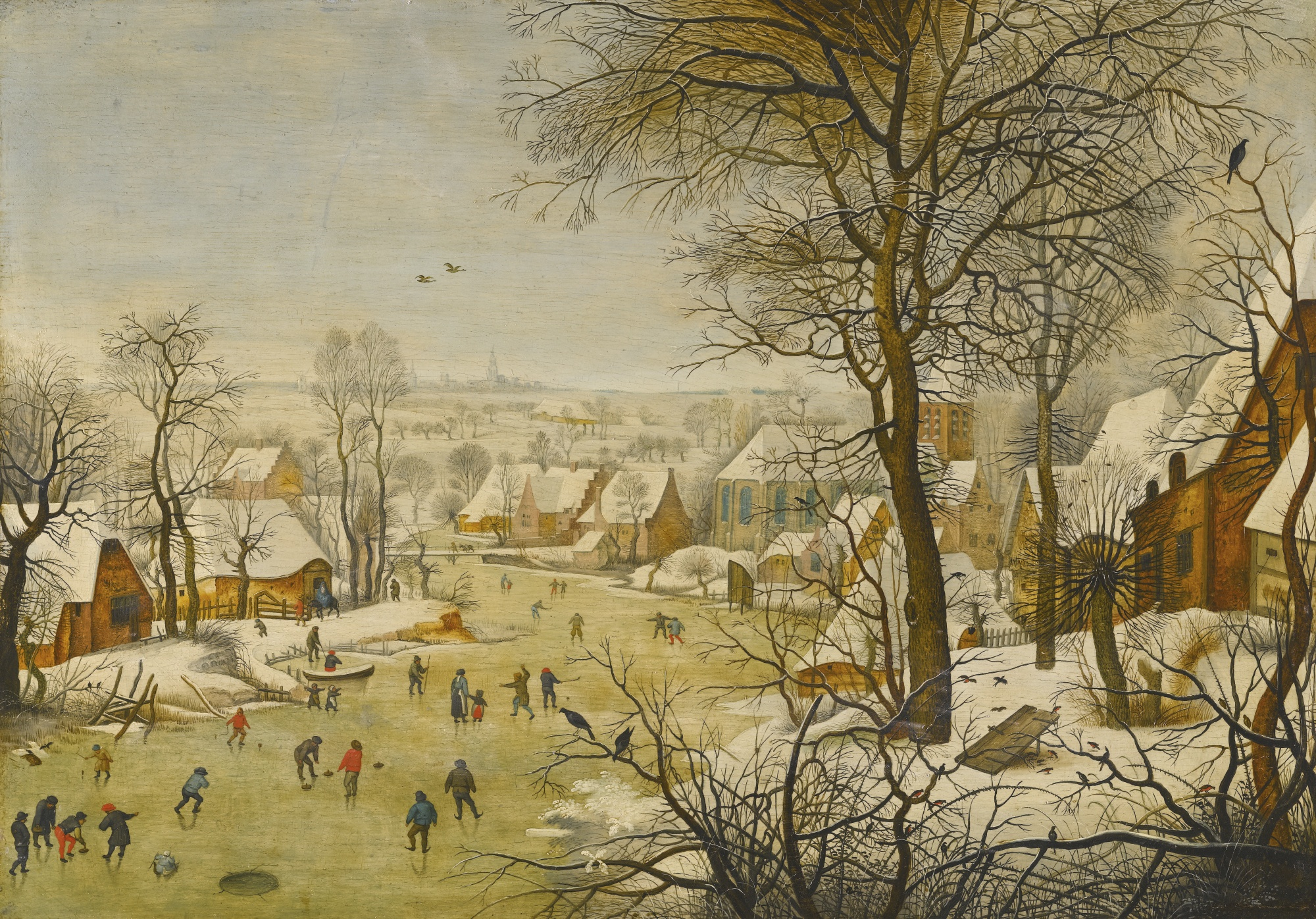
2014年7月、ロンドンのサザビーズで340万ポンドで売却された複製。